# ФК Полет старс
Фудбалски клуб Полет старс, црногорски је фудбалски клуб из Никшића, који се у такмичи у Трећој лиги Црне Горе — Центар.
Утакмице као домаћин углавном игра на помоћном стадиону ФК Сутјеска.

## Историја
Основан је 2006. године и у почетку се такмичио само у млађим категоријама. Године 2018. оформљен је сениорски тим, који је почео такмичење у Средњој регији у оквиру Треће лиге и сезону 2018/19. завршио је на другом мјесту, девет бодова иза Дрезге. Сезона 2019/20. је прекинута послије 17. кола због пандемије ковида 19 и одлучено је да табела буде коначна; завршио је на трећем мјесту, иза ОФК Младости ДГ и Забјела. Сезону 2020/21. завршио је на шестом мјесту, након чега је сезону 2021/22. завршио на седмом мјесту.
Сезону 2022/23. завршио је на шестом мјесту, а прије почетка сезоне 2023/24. одустао је од такмичења из финансијских разлога. Поново је почео да се такмичи у сезони 2024/25.

## Резултати у такмичењима у Црној Гори
| Сезона   | Степен           | Лига                | Бр.екипа           | Позиција            | Куп              |
| -------- | ---------------- | ------------------- | ------------------ | ------------------- | ---------------- |
| 2018/19. | 3                | Трећа лига — Центар | 10                 | 2. мјесто           | Није учествовао  |
| 2019/20. | 3                | Трећа лига — Центар | 10                 | 3. мјесто           | Није учествовао  |
| 2020/21. | 3                | Трећа лига — Центар | 13                 | 6. мјесто           | Није учествовао  |
| 2021/22. | 3                | Трећа лига — Центар | 16                 | 7. мјесто           | Није учествовао  |
| 2022/23. | 3                | Трећа лига — Центар | 13                 | 6. мјесто           | Није учествовао  |
| 2023/24. | Није се такмичио | Није се такмичио    | Није се такмичио   | Није се такмичио    | Није се такмичио |
| 2024/25. | 3                | Трећа лига — Центар | 22 (2 групе по 11) | 7. мјесто у групи Б | Није учествовао  |

## Успјеси
| Такмичење                         | Такмичење                         | Број                              | Година                            |                                   |                                   |
| Трећа лига Црне Горе — Центар — 0 | Трећа лига Црне Горе — Центар — 0 | Трећа лига Црне Горе — Центар — 0 | Трећа лига Црне Горе — Центар — 0 | Трећа лига Црне Горе — Центар — 0 | Трећа лига Црне Горе — Центар — 0 |
| --------------------------------- | --------------------------------- | --------------------------------- | --------------------------------- | --------------------------------- | --------------------------------- |
| Трећа лига                        | Првак                             | 0                                 |                                   |                                   |                                   |
| Куп регије Центар — 0             |                                   |                                   |                                   |                                   |                                   |
| Регионални куп                    | Побједник                         | 0                                 |                                   |                                   |                                   |
| Регионални куп                    | Финалиста                         | 0                                 |                                   |                                   |                                   |